# كيني راي كوكس
كيني راي كوكس (بالإنجليزية: Kenny Ray Cox)‏ هو سياسي أمريكي، ولد في 2 أكتوبر 1957. حزبياً، نشط في الحزب الديمقراطي. وقد انتخب عضو مجلس نواب لويزيانا.